# Wiheomhan sanggyeollye
Wiheomhan sanggyeollye (위험한 상견례?), noto anche con il titolo internazionale Meet the In-Laws e Clash of the Families, è un film del 2011 diretto da Kim Jin-young. La pellicola ha avuto uno spin-off, Wiheomhan sanggyeollye 2 (2015).

## Trama
Hyun-joon si innamora di Da-hong e intende sposarla, ma la ragazza lo avverte che i suoi genitori, avendo lui umili origini, avrebbero cercato in ogni modo di impedire il matrimonio. L'incontro con la famiglia di Da-hong diventa così per Hyun-joon estremamente complicato, dato che il giovane deve cercare di celare la sua reale identità.

## Distribuzione
In Corea del Sud la pellicola è stata distribuita dalla Lotte Entertainment, a partire dal 31 marzo 2011.